# مزرعه حاج عبدالکریم
مزرعه حاج عبدالکریم یک منطقهٔ مسکونی در ایران است که در دهستان جبل واقع شده‌است.